# Halhatatlanok (regénysorozat)
A Halhatatlanok (eredeti címe The Immortals) Alyson Noël amerikai író regénysorozata. A sorozat első két regénye, az Mindörökké (Evermore) és a Kék hold (Blue Moon) felkerültek a The New York Times sikerkönyvlistájára.

## Az ihlet
Alyson Noël-t a sorozat első részének megírására a gyász vezette rá. Öt hónap leforgása alatt három szerette is életét veszítette. Mindezek után pedig a férjénél leukémiát állapítottak meg (férje azóta gyógyulófélben van). Sokat gondolkodott ebben az időszakban az életről és a halálról, a halandóságról és a halhatatlanságról és a szeretet erejéről, amely még a másik halála után is megmarad.
Ever és Damen a két főszereplő története volt a megfelelő alkalom, hogy ezeket kiírja magából.

## Kutatómunka
Az írónőnek rengeteg kutatómunkát kellett végeznie, mielőtt a könyv írásába fogott volna. Sokat olvasott a halál közeli élményekről, a halál után életről és a médiumokról. Egy három napos fizika előadásra is beiratkozott, amelyet James Van Praagh tartott. Dr. Brian Weiss segítségével még regressziós hipnózisnak is alávetette magát.
Írás közben még abba a Crystal Cove-i fagyizóba is ellátogatott, ahol Ever és Damen shaket rendelnek. Ő maga is kipróbálta az italokat, majd lesétált a partra. De – ahogy megjegyezte – annak a résznek a kutatómunkája ki is merült ennyiben.

## Az eredeti borító
A Kiadója megkérdezte tőle, milyen színvilágban tudná elképzelni a borítót, mire gondolkodás nélkül rávágta, hogy lilában. Majd hozzátette azt is, hogy a tulipánoknak szimbolikus jelentésük van ezért feltétlenül rajta kell lenniük a borítón. Pár héttel később már meg is kapta a borító tervezetet, ami azon nyomban elnyerte az írónő tetszését. Egy már létező borítót használtak fel, amelyet kissé "átPhotoshopoltak". Ennek a lánynak az arca Justina Chen – North of Beautiful borítóján jelent meg először. A beállítás is ugyanaz, de az írónőt ez nem zavarja.

## A történet

### Mindörökké (Evermore)
Amerikai megjelenés: 2009. február 3.
Magyar megjelenés: 2009. június 4.

### Kék hold (Blue Moon)
Amerikai megjelenés: 2009. július 7.
Magyar megjelenés: 2009. október 26.
Ever, mindent tudni akar a halhatatlanságról, ezért szerelméhez, Damenhez fordul hogy a tanulás útján végigvezesse. De ahogy Ever ereje növekszik, úgy gyengül Damené.
Ever kétségbeesetten akar segíteni rajta, ezért átlép Nyárvidékbe , ahol fényt derít Damen hányatott múltjára, amit eddig rejtegetett a lány elől. Rálel azonban egy ősi szövegre is, ami  felfedi az idő működését. Evernek most döntenie kell: vissza forgatja az idő kerekét és halott családját menti-e meg a halálos balesettől vagy a jelenben marad és megmenti a napról napra egyre gyengébb Dament.

### Árnyvidék (Shadowland)
Amerikai megjelenés: 2009. november 17.
Magyar megjelenés: 2010. június 3.
Damen megmutatja Evernek ÁRNYVIDÉKET. Evernek új munkája lesz, főnöke és közte furcsa kapcsolat alakul ki. A végén Haven is halhatatlan lesz, és Ava is felbukkan.

### Sötét láng (Dark Flame)
Amerikai megjelenés: 2010. június 22.
Magyar megjelenés: 2011. június 2.

### A Szerencsecsillag (Night Star)
Amerikai megjelenés: 2011. február 28.
magyar cím: A szerencsecsillag
Magyar megjelenés: 2012. június 6.

### Örökké tartson! (Everlasting)
Amerikai megjelenés: 2011. június 7. Magyar megjelenés: 2013. szeptember 9.

## Magyarul
- Evermore. Mindörökké; ford. Gazdag Tímea; Könyvmolyképző, Szeged, 2009 (Vörös pöttyös könyvek)
- Blue moon. Kék hold; ford. Gazdag Tímea; Könyvmolyképző, Szeged, 2009 (Vörös pöttyös könyvek)
- Shadowland. Árnyvidék; ford. Gazdag Tímea; Könyvmolyképző, Szeged, 2010 (Vörös pöttyös könyvek)
- Dark flame. Sötét láng; ford. Gazdag Tímea; Könyvmolyképző, Szeged, 2011 (Vörös pöttyös könyvek)
- Night star. A szerencsecsillag; ford. Gazdag Tímea; Könyvmolyképző, Szeged, 2012 (Vörös pöttyös könyvek)
- Everlasting. Örökké tartson!; ford. Gazdag Tímea; Könyvmolyképző, Szeged, 2013 (Vörös pöttyös könyvek)

## Filmadaptáció
A Spring Creek Productions és a Warner Horizon stúdiók vásárolták meg a jogokat. Tervük, hogy tévésorozatot készítsenek belőle. Időpont még nem ismert.

## Érdekesség
- Írás közben rengetegszer meghallgatta az Edge of Seventeen-t, Stevie Nicks-től, mert a dal Ever-re emlékeztette
- A Fade Into You – Mazzy Star-tól pedig Ever és Damen kapcsolatára emlékeztette
- Neki is van számlistája, amelyet a honlapján meg is lehet hallgatni: https://web.archive.org/web/20090622035605/http://www.alysonnoel.com/IMMORTALS/extras.php

## Fordítás
- Ez a szócikk részben vagy egészben  a   The Immortals (books) című angol Wikipédia-szócikk ezen változatának fordításán alapul.  Az eredeti cikk szerkesztőit annak laptörténete sorolja fel. Ez a jelzés csupán a megfogalmazás eredetét és a szerzői jogokat jelzi, nem szolgál a cikkben szereplő információk forrásmegjelöléseként.

## Külső hivatkozások
- Részlet a könyvből: http://konyvmolyok-esemenyek.blogspot.com/2009/05/alyson-noel-mindorokke-evermore-reszlet.html
- A magyar kiadó honlapja: http://www.konyvmolykepzo.hu/
- Recenzió a Mindörökké (Evermore) című könyvről: http://konyvmolyok.blogspot.com/2009/05/alyson-noel-mindorokke.html
- Alyson Noël személyes honlapja
- Alyson Noël blogja